# Axel Meister
Axel August Meister, född 30 mars 1865 i Karlskrona, död 28 september 1932 i Stockholm, var en svensk militär, överste och chef för Karlskrona grenadjärregemente.

## Biografi
Meister blev underlöjtnant vid Andra livgrenadjärregementet 1885, löjtnant 1893 och vid Generalstaben samma år, kapten vid Generalstaben 1897 och i regementet 1902, major vid Generalstaben 1904 och vid Kalmar regemente 1907, stabschef vid V. arméfördelningen 1904–1907, överstelöjtnant vid Södra Skånska infanteriregementet 1908, överste och chef för Karlskrona grenadjärregemente 1911–1925, senare överste i IV. arméfördelningens stab. Ledamot av Kungliga Krigsvetenskapsakademien 1909, korresponderande ledamot av Kungliga Örlogsmannasällskapet 1913, kommendör av Kungliga Svärdsorden 1:a klassen 1918.
Axel Meister var son till premiärlöjtnanten, sedermera konteramiralen och chefen för Karlskrona örlogsvarv, Johan Adolf Christian Meister och Emilia Nordenskjöld. Han gifte sig 1896 i Östermalmskyrkan i Stockholm med Catharina Augusta Emilia Taube (1869–1926), dotter till generalmajoren Otto Taube och friherrinnan Augusta Maria Rehbinder (1836–1918). De är begravda på Norra begravningsplatsen utanför Stockholm.